# Bottyán János
Bottyán János, közismert nevén Vak Bottyán (Esztergom, 1643 körül – Tarnaörs, 1709. szeptember 26. vagy 27.) magyar katona, nemzeti hős, kuruc generálisként a Rákóczi-szabadságharc legendás hadvezére.

## Élete

### Származása, családja
Elszegényedett protestáns kisnemesi családból származott. 1669-ben Lakatos Juditot, Jósa Pál özvegyét vette feleségül, akinek révén tekintélyes vagyonra tett szert. Miután az asszony 1706-ban elhunyt, az immár idősödő Bottyán újranősült: 1707. március 7-én Pápán a mindössze 20 év körüli Forgách Juliannát (1687–1713), báró Forgách Farkas (1661–1699) és Révay Eleonóra leányát vezette oltár elé. E házasságával élete végén az arisztokrácia sorai közé került: a Forgách családon kívül gróf Bercsényi Miklóssal is sógorságba került. Mindkét házassága gyermektelen maradt, hatalmas vagyonán özvegye, első feleségének előző házasságából származott mostohagyermekei és -unokái, valamint fogadott örökösei (például Grassalkovich János) osztoztak. Az 1709-ben megözvegyült Forgách Julianna 1711 nyarán feleségül ment elhunyt férjének tábornoktársához, báró Palocsay Györgyhöz.

### Végvári vitézből császári ezredes

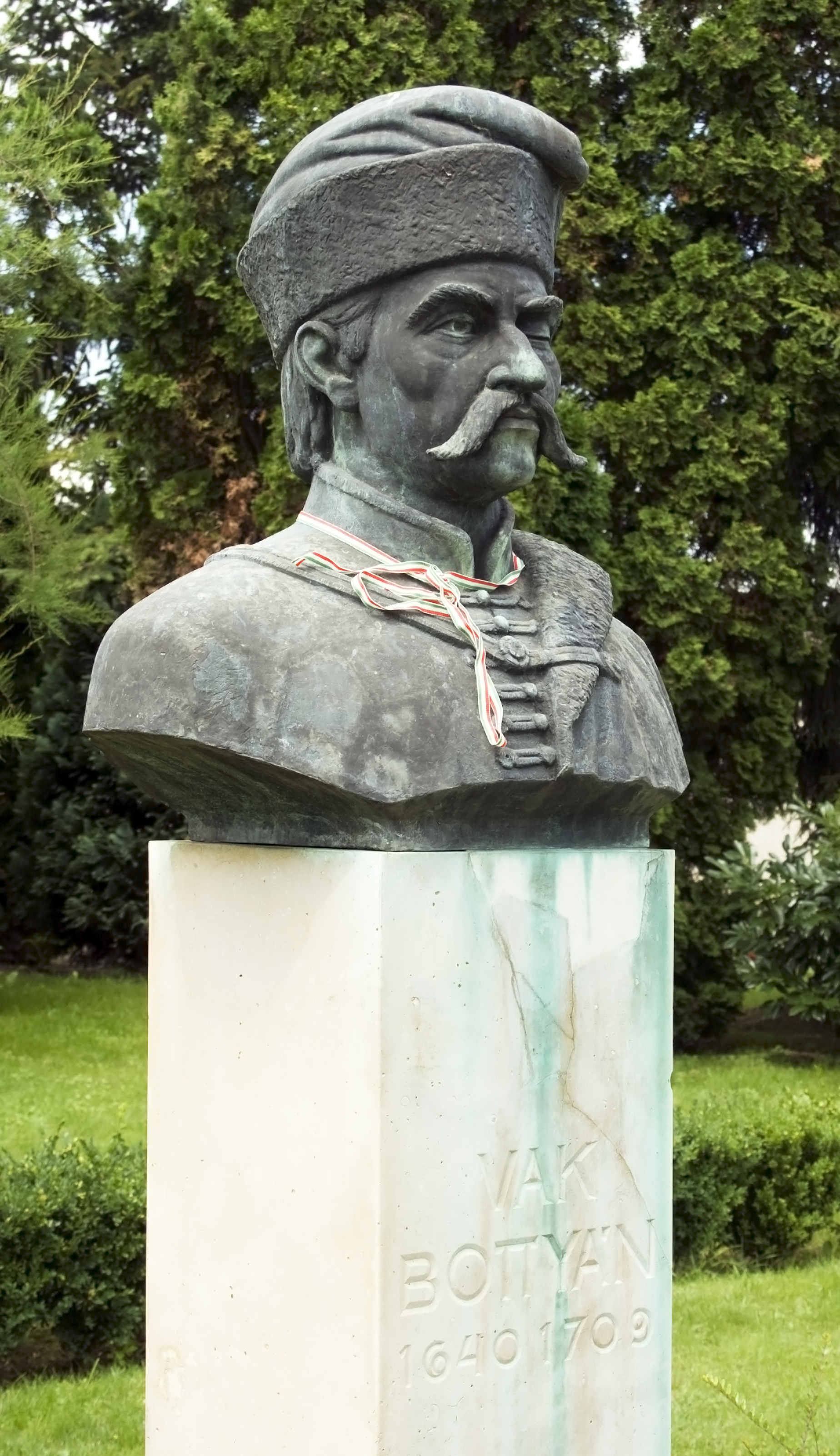
Vak Bottyán mellszobra a vajai Vay Ádám Múzeum parkjában

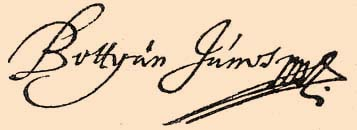
Bottyán aláírása

Születési éve bizonytalan, különböző források 1635–1645 közé teszik, legvalószínűbb az 1643 vagy 1644. Az 1650-es évektől a nagyszombati jezsuiták vágsellyei birtokán volt lovász. Hatásukra áttért a katolikus vallásra, amiért apja kitagadta örökségéből.
Miután Érsekújvár török kézre kerülésekor 1664-ben Vágsellye is a végvári vonal egyik támaszpontja lett, a fiatal Bottyán katonának állt. 1676-ban már a sellyei lovasok egyik zászlótartója, s közben az udvarbírói tisztséget is betöltötte. 1681-től 1683-ig Komáromban szolgált, s miután a portyázásokban gyorsan kitűnt bátorságával és vitézi tetteivel, időközben hadnaggyá léptették elő.
Ebből az időszakból származik az egyik legismertebb egyéni hőstette, amely talán csak a személyét övező legendák közé tartozik, amikor Lotharingiai Károly 1685. július 11-én, az Esztergomi kapunál, megkezdte Érsekújvár ostromát, fogadást kötött a társaival, hogy bemegy a 6000 fős török őrséggel védett Érsekújvárra, és a főtéren álló minaretből az imát mondó müezzint ledobja a mélybe, majd épségben visszatér. Parasztruhát öltött magára, és bejutott a városba, ahol éppen vásár volt. Amikor a müezzin felment a minaret erkélyére, hogy imáját elénekelje, Bottyán utánament és letaszította a toronyból. Ezután gyorsan leszaladt, s a várkapu felé sietett, ahol az útját álló janicsár őrt lelőve, sikeresen kijutott várból. Az őt üldöző törököket az ott várakozó társai lekaszabolták.
1683-ban részt vett Esztergom visszafoglalásában, így főhadnagyi rangban a város lovasságának parancsnokává nevezték ki. 1685-ben sikeresen védelmezte meg a várat a budai Sejtán Ibrahim pasa támadása ellen.
Hadjáratok idején az esztergomi piactéren épített ház volt lakhelye. 1698-ban I. Lipót ezt nemesi kúriává minősítette Buda 1686-os visszafoglalásánál tanúsított kiemelkedő vitézségéért, kivette a házat a város hatósága alól, ami adómentességet és szabad italmérést jelentett. Ez volt az alapja Bottyán és a városi polgárság ellenségeskedésének. Ekkor már a város leggazdagabb embereként több ingatlana volt a városban, többek között egy serfőzde is, a mai Sándor-palota helyén. A környéken több zálogbirtokot is szerzett, például Bajna, Nagysáp, Sárisáp, Bátorkeszi, Béla. Erre utalnak a Bottyán-dűlő, Bottyán-parlag, Bottyán-tó elnevezések. Nemesi címerén pajzs alapon egy vár kapuja előtt lovas vitéz látható, a pajzsot növényi levéldíszek fonják körbe, a pajzs fölött egy kardot tartó páncélos vitéz karja, a kard hegyén egy török katona levágott feje.
Viceóbesteri (alezredesi) rangban folytatta a török elleni hadjáratot a délvidéki várak visszaszerzéséért Lotaringiai Károly oldalán. 1692-ben I. Lipót ezredessé léptette elő, és egy huszárezred tulajdonosává tette. A Nándorfehérvár visszaszerzéséért vívott harcokban haditettei elismeréseként vitézségi nagy aranyéremmel tüntették ki. Badeni Lajos őrgróf seregében folytatta a harcokat. Ekkoriban vesztette el egyik szemét egy csatában, ezért katonái Vak Bottyánnak kezdték hívni.
1696–1698 között a Kecskemét–Cegléd–Nagykőrös-vidék katonai parancsnoka volt. 1697-ben Savoyai Jenő parancsnoksága alatt harcolt, akinek szintén kivívta elismerését.
Az 1699-es karlócai békekötés után esztergomi kastélyába (1723 óta a városháza) vonult vissza, mivel elkedvetlenítette a császári sereg magyarországi garázdálkodása.
A nyitrai piaristák iskolája számára 3000 forintnyi alapítványt tett. Mint a szegények jótevője, messze földön tisztelet tárgya volt.

### Labancból kuruc

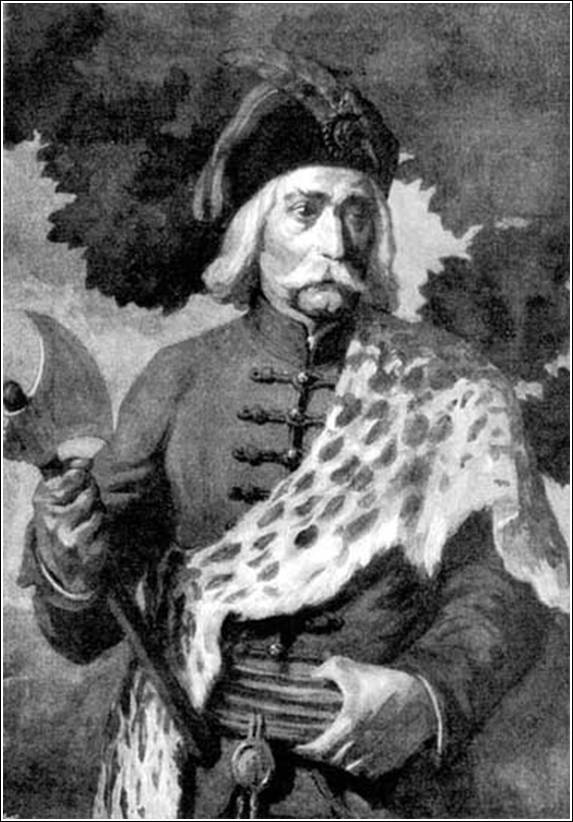
Vak Bottyán (rajz 1750-ből)

A spanyol örökösödési háború során 1701-ben ezredével együtt a Rajna mellé vezényelték a franciák elleni harcra. Az év végén Rákóczival való titkos kapcsolatok vádjával hadbíróság elé állították, de bizonyíték hiányában felmentették.
1703-ban a kurucok ellen küldték. Schlick császári generális seregeivel és három magyar ezreddel, köztük a sajátjával, bevonult a felvidéki városokba. Bottyán és a sereg egy része Forgách Simon vezetése alatt Zólyomban maradt, amikor a Bercsényi Miklós vezette kuruc sereg a városhoz érkezett. Bottyán János ekkor párbajra hívta a legvitézebb kuruc katonát. Az akkor 23 esztendős Ocskay László ezereskapitány állt ki ellene. Mindketten súlyos sebeket szereztek. Bottyán maga Zólyom várában rekedt, s miután Forgách Simon a katonaság jelentős részével egy éjjel elszökött, titokban alkudozni kezdett a kuruc ostromzárat irányító Bercsényivel, majd Radvánszky Jánossal, s már ekkor elígérkezett Rákóczi hűségére. A várat december 8-án feladták, ekkor Bottyán visszatért esztergomi házába, hogy sebeiből felgyógyuljon. A fejedelem 1703. december 10-én aláírta tábornoki kinevezését, 20-án pedig a dunántúli kuruc csapatok főparancsnokává is kinevezte.
1704. október 1-jén báró Kuckländer esztergomi városparancsnok árulás vádjával elfogatta lakóházában, és összeláncolt kézzel egy dunai naszádra vitette, hogy a bécsi haditörvényszék elé állítsák. Még aznap éjszaka Bottyánt megbízható emberei kiszabadították Nyergesújfaluban, aki ezután egyből Rákóczi tábora felé vette az irányt, és hűséget esküdött a fejedelemnek Vihnyén. Szöktetésében a felesége is részt vett, akit ezért a császáriak börtönbe vetettek.

### A generális

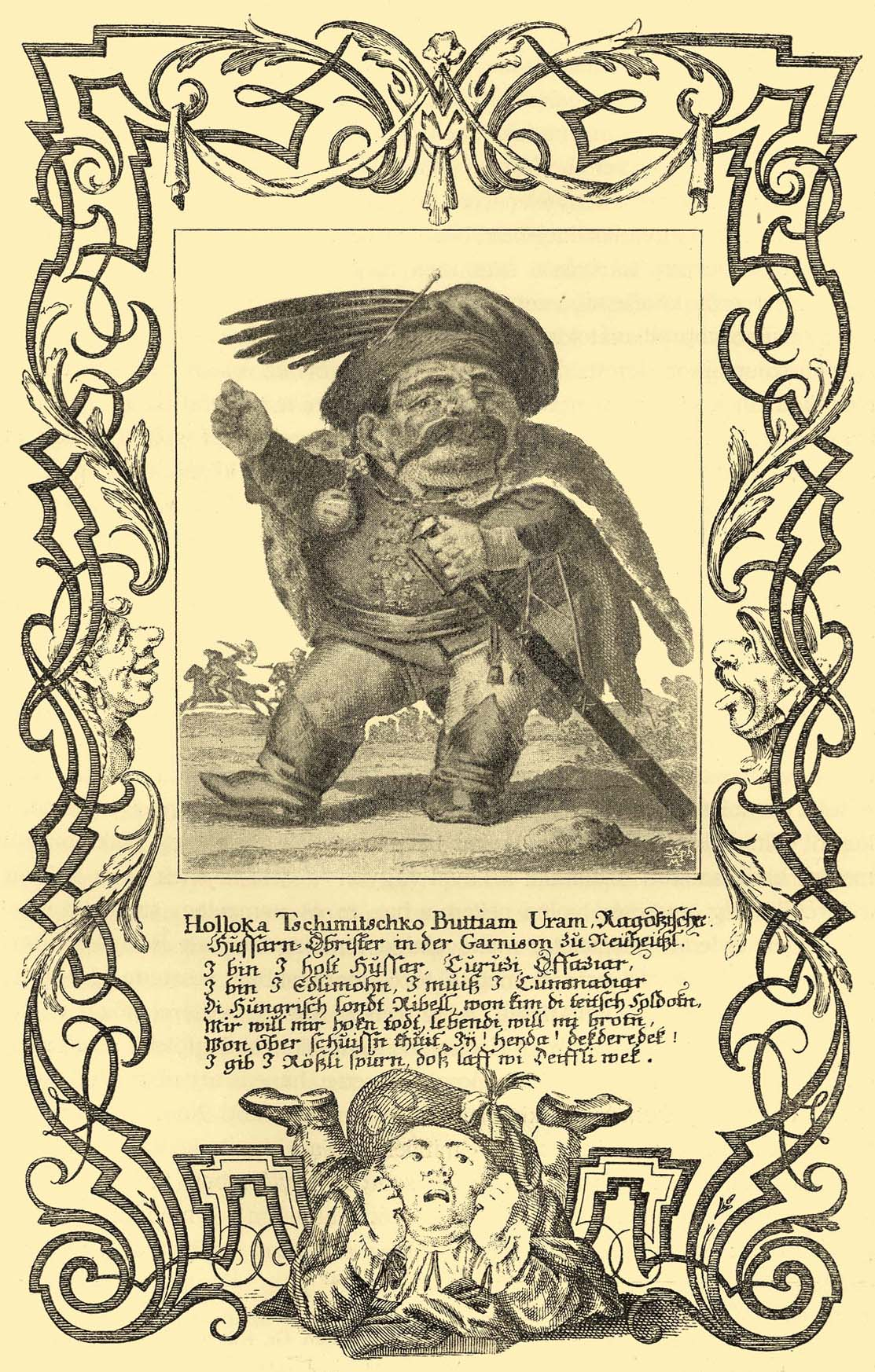
Vak Bottyán gúnyképe. Egykorú színezett metszet után

1704. november 16-án bevette Érsekújvárt, ezért a vár főkapitányává nevezték ki. Rövid Duna-Tisza közi hadakozás után a Vág mentén harcolt. 1704. december 26-án részt vett a nagyszombati ütközetben, majd a nyugati országhatárt biztosította a császáriak ellen. Betört Morvaországba, ahonnan zsákmánnyal tért vissza. 1705 tavaszán a dunántúli átkelés biztosítására Dunakömlőd vidékén emeltette Bottyán várát, valamint hidat veretett a Dunán. Dunaföldvárt szerette volna elfoglalni, de nem sikerült, mivel gróf Esterházy Dániel nem tudta megvédeni a hídfőállást. Ennek ellenére 1705. december 13-án a Duna–Tisza közéről indulva kiszorította a Dunántúlról a császári sereget, Szentgotthárdnál legyőzte Heister tábornok seregét, majd Sopront is megostromolta, de elfoglalni nem tudta.
1706. augusztus 3-án a kurucok bevették Esztergomot (Október 9-én Guido von Starhemberg tábornagy, a magyarországi főparancsnok visszafoglalta). Vak Bottyán ezután a Nyugat-Felvidéket biztosította, majd Rákóczi kinevezte a Dunántúl kormányzójává, és megbízta annak védelmével. 1707-ben a túlerő ellen sorozatos csatákban megvédte az országrészt. Zsenialitását még az osztrák hadvezérek is elismerték. Rendbe hozatta Somló várát, gondoskodott megfelelő hadfelszerelésről és védőőrséget szervezett.
Sövénházai táborból 1707. junius 20.
Bottyán János Felséges Erdély és Magyarországi Confoederalt Statusok generális mezei strása mestere, edgy nemes lovas ezer fő colonellusa, mostani Dunáninnét levő hadainak generálissá, commendánssa etc. Adom értésére mindeneknek, akiknek illik ezen Salvus Conductusomnak rendiben, mivel jó Istenünk gazdag kegyelmű irgalmassága, méltatlan voltunkhoz képest annyira járult hozzánk, hogy ajtónk előtt levő aratásnak idejét megatta érnünk és hogy nemes magyar földünket annyira gyümölcsözővé tette, hogy annak lakosi majd nem elégségesek annak bétakarítására, hanem kéntelenittetnek szomszéd tartományokbúi is magoknak segítséget híni. Ehez képest Rábaközi nemes uraimék s ugy paraszt lakosok előttem tett instantiájókat méltó tekintetben vévén vigore praesentium megengettetett, hogy magok földe gyümölcse betakarítására közönségesen akármely lineán belül vagy kivül való helységekbűl Sopronba excipialván, hihassanak segítséget ; kik salvus conductusom által assecuráltatnak ; valakik oly véggel lejönnek sem személyekben, sem jószágokban meg nem károsíttatnak, sőt terhes fáradságok után az föld gyümölcseibűi abveniálandó részét kiki szabadossan házához takarithattya, melyet is szentül kívánván observálnom, s commandom alatt valókkal is observáltatnoin, kezem írásával s szokott pecsétemmel roborált salvus conductusomat ki is attam. 
Presentíbus perlectis exhibenti restitutis. Datum ex castris ad Sövenháza locatis, die vigesima mensis Juny, Anno Millesimo Septingentesimo Septimo.
Bottyán János m. p.
A morvaországi hadjárat idején három ezreddel biztosította a kuruc fősereget. A Vág mentén eredményesen küzdött Max von Starhemberg altábornagy seregei ellen. Portyázói 1708. február 26-án a Pozsonyból Nagyszombatba utazó tábornokot foglyul ejtették, akit Bottyán elküldött Rákóczihoz. Selmecnél személyes fellépése segített az osztrák túlerő elleni győzelemben.
A trencséni csatavesztés után, 1708 végén a bányavárosok katonai parancsnoka lett. A kuruc tábor ekkor már erősen apadt, egyre többen álltak át császári oldalra. Vak Bottyán mindvégig hűséges maradt a fejedelemhez.
1709 augusztusában még részt vett Gyöngyösön a megyei közgyűlésen. 1709. szeptember 26-án vagy 27-én, a Tarnaörs melletti táborban érte a halál. Ekkor hatalmas pestisjárvány dühöngött országszerte, innen ered az a legenda, hogy a tábornok pestisben halt meg. Valójában agyhártyagyulladás volt halála oka. Temetése 1709. október elején fényes külsőségek, ágyúdörgés közepette zajlott katonai díszpompával. Hadi és gyászlobogók tengerében temették el Gyöngyösön a ferences rend templomában. Kriptáját nem jelölték meg, annak titkát a ferences barátok őrizték.

## Emlékezete

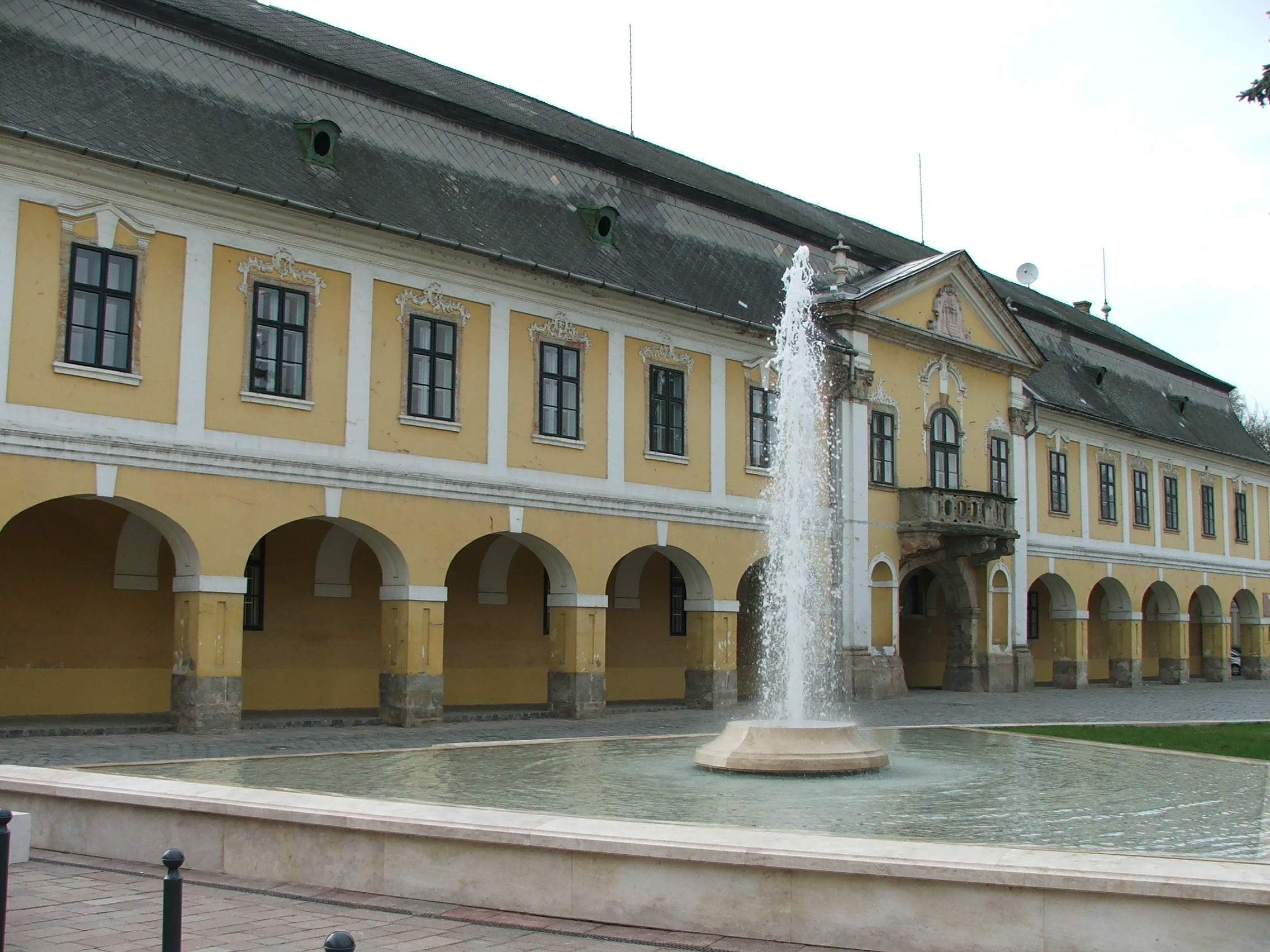
A Bottyán-palota ma az esztergomi városháza

Személyében a magyar történelem egyik legkiválóbb hadvezérét tisztelhetjük. Tehetségét ellenfelei is elismerték. Seregében szigorú rendet és fegyelmet tartott, de igazságos volt és törődött katonáival, akik szerették és lelkesedtek érte. Embereit eltiltotta a féktelen ivászattól is: „Hogy az én katonáim részegeskedjenek: szemérem (szégyen) volna az énnékem, melyet el nem szenvednék.”.
Jellegzetessége volt legfőbb hadi jelvényének tartott aranyozott, vert ezüst harci szekercéje, a „Bottyán fejszéje”, mellyel csatába vezette seregét. Ez a róla készült festményen is megjelenik. Habár súlyos sebeket szerzett, az a hír járta felőle a nép körében, hogy testét nem fogja a golyó.
Támogatta a szerzeteseket és a szegényeket is, ezért nem csak katonái, hanem a tömegek is bálványozták. Ezért írhatta magáról: „a mint is engem nem kártévő, hanem jótévő Jánosnak hínak”.
Hazájáért nemcsak vérét, hanem vagyonát is kész volt áldozni, s gyakran a magáéból fizette katonáit. „Rójuk meg magunkat s kiki, mind szegény, gazdag, hadi és nem hadi ember adja ki hite szerint pénzének tizedét” – írta.
Bercsényi Miklós így emlékezik haláláról: „Most hozták a hírt, szegény Bottyán vak sógor tegnap nyolc óra tájban béhúnyta másik szemét is.”
II. Rákóczi Ferenc fejedelem írta róla: „Nem volt sem jó származású, sem művelt ember, ezért igen nyers volt, de józan, éber, szorgalmas. Szerette a népet, és az is rendkívül szerette őt, mert katonáit szigorú fegyelemben tartotta, de mindenkor igazságot szolgáltatott nekik, amikor igazuk volt.”
Helyi hagyomány szerint 1707 októberében egy bakonyszentlászlói forrás vízében gyógyította magát, ahol most emléktáblája van.
A tábornok emlékét szobrok, közterületek, intézmények nevei őrzik országszerte. Pontos nyughelye a mai napig ismeretlen. A gyöngyösi templom falán lévő márványtáblát Thaly Kálmán avatta fel a magyar országgyűlés nevében, 1907-ben. Lovas szobrát halálának 260. évfordulóján, 1969-ben emelték a templom mellett. középiskolát, Pakson gimnáziumot, szülővárosában hidat, utcát, szakközépiskolát, tavat neveztek el róla. Érsekújvári emléktáblája a város második világháborús bombázása alatt semmisülhetett meg.

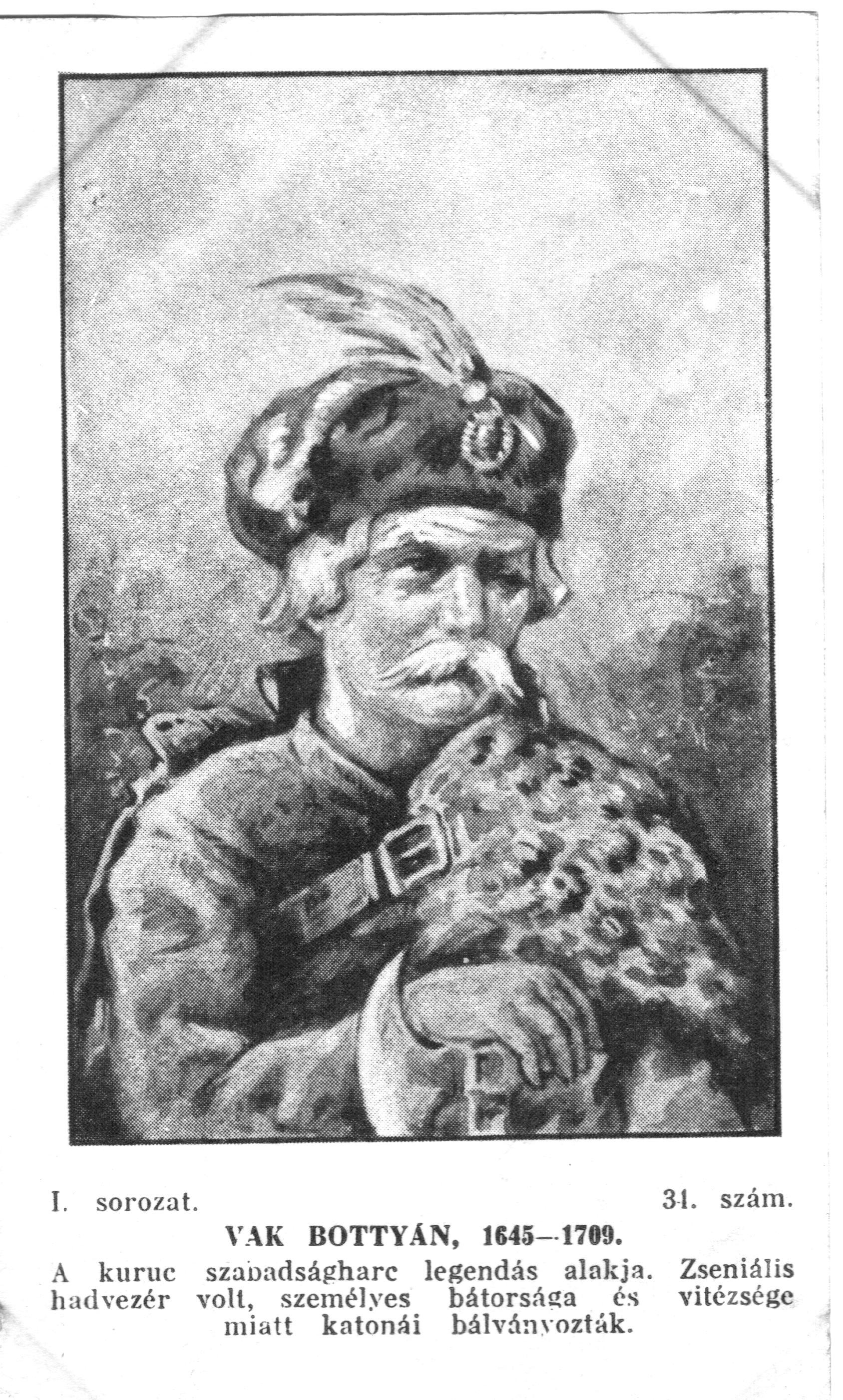
Vak Bottyán pesti kártyasorozaton

### Szakirodalom
- Czigány István: Bottyán János. Budapest, 1991 (Vitézek, várkapitányok, hadvezérek, generálisok)
- Daróczy Zoltán: Családtörténeti apróságok. III. Ismeretlen adatok Bottyán János életéhez. Turul, 1933. 36–37.
- Gyárfás Zsigmond 1882: Bottyán János nemeslevele. Századok
- Heckenast Gusztáv: Adatok Bottyán János életéhez (1676–1682.) Történelmi Szemle, 1958. 215–217.
- Mészáros Kálmán: Kuruc tábornokok és brigadérosok nyughelyei. Hadtörténelmi Közlemények, 2006. [Benne a Bottyán halálára és temetésére vonatkozó adatok teljességre törekvő áttekintése és kritikája: 979–982.]
- Pálffy Géza: Bottyán János életpályájának néhány megoldatlan kérdéséhez. Limes. Komárom-Esztergom Megyei Tudományos Szemle. 1996/1–2. sz. 93–116.
- Thaly Kálmán: Bottyán János, II. Rákóczi Ferencz fejedelem vezénylő tábornoka. Történeti életrajz a kuruczvilág hadjárataival. Pest, 1865
- Thaly Kálmán: Bottyán tábornok haláláról s temető helyéről (újabb adatok nyomán) Századok, 1867. 167–176.
- R. Várkonyi Ágnes: Vak Bottyán. Budapest, 1951
- R. Várkonyi Ágnes: Így élt Vak Bottyán. Budapest, 1975
- [Szerző nélkül:] Vak Bottyán családjának genealogiájához. Turul, 1883. 148–149.